# Olasz Sándor
Olasz Sándor (Hódmezővásárhely, 1949. július 19. – 2011. február 21.) József Attila-díjas (2004) magyar irodalomtörténész, kritikus, szerkesztő és egyetemi tanár.

## Élete
Olasz Sándor és Kádár Ida gyermekeként született. 1968-1973 között a József Attila Tudományegyetem Bölcsészettudományi Karának magyar-francia szakos hallgatója volt, diplomáját e szakpáron szerezte.
1973-1986 között a Tiszatáj munkatársa, majd főmunkatársa, 1989-1996 között főszerkesztő-helyettese, 1996-tól pedig főszerkesztője volt. 1986-1988 között a Juhász Gyula Tanárképző Főiskola, 1988-1993 között pedig a József Attila Tudományegyetem Bölcsészettudományi Karának Modern Magyar Irodalom Tanszékének adjunktusa, 1993-2007 között docense, 2007-től tanszékvezető, egyetemi tanára. 1991-2002 között a Németh László Társaság alelnöke, 2002-től elnöke. 2005-től a Magyar Tudományos Akadémia doktora.
Kutatási területe a két világháború közötti magyar irodalom. 2011. február 21-én hunyt el.

## Magánélete
1981-ben házasságot kötött Baranyai Évával. Egy fiuk született; Attila (1982).

## Művei
- Most – Punte – Híd. A Tiszatáj kelet-európai szemléiből (antológia, 1989)
- Az író öntőformái. Nyugat-európai minták Németh László regényszemléletében (1995)
- A regény metamorfózisa a 20. század első felének magyar irodalmában (1997)
- Orpheus panasza. Pályaképek Balassitól Nagy Lászlóig (1997)
- Mai magyar regények (2003)
- Kortársunk Jókai Anna (2004)
- Regénymúlt, regényjelen (2006)
- Sorskert. Sándor Iván művei (2006)
- Németh László; Elektra, Bp., 2008 (Élet-kép sorozat)
- Magány és társaság között. Tanulmányok, kritikák; Tiszatáj Alapítvány, Szeged, 2009 (Tiszatáj könyvek)
- A nyugati igény. Németh Lászlóról; Nap, Bp., 2011 (Magyar esszék)
- Kalliopé útkeresései. Mai prózánkról; Nap, Bp., 2014 (Magyar esszék)

## Díjak, elismerések
- A Magyar Művészetért Alapítvány díja (1990)
- A Magyar Ifjúság Alapítvány Díja (1990)
- Széchenyi Professzori Ösztöndíj (2000-2003)
- Arany János-jutalom (1999)
- Pro Arte Hungarica-díj (2005)
- Pro Urbe Hódmezővásárhely (2010)
- Gregor József-díj (2010)
- Csongrád Megye Közművelődéséért Díj (2011)